# Rhododendron fulgens
Rhododendron fulgens er en stedsegrøn busk med en kugleformet, tæt vækst. De unge skud er lysegrønne og glatte, men senere bliver de rødbrune. 

## Beskrivelse
Gamle grene har rødbrun og helt glat, afskallende bark. Knopperne er spredtstillede, spidse og lysegrønne, men de skifter farve hen mod løvspring til karminrødt. De læderagtige blade er kortstilkede og ovale med hel rand. Oversiden er blågrøn, halvblank og glat, mens undersiden er dækket af et rustrødt filtlag. Blomstringen sker i april-maj, hvor man ser de højrøde, klokkeformede blomster sidde samlet i endestillede stande. Frugterne er 5-rummede, smalle, aflangt-cylindriske kapsler med mange frø.
Rodnettet er meget fint og filtagtigt. Planten er afhængig af symbiose med én eller flere svampearter (mykorrhiza).
Højde x bredde og årlig tilvækst: 2,50 x 2,50 m (25 x 25 cm/år).

## Hjemsted
Arten hører hjemme i rododendron-tykninger i 3.700-4.500 meters højde, dvs. oven for skovgrænsen i det nordøstlige Indien, Sikkim, Bhutan og Nepal. 
I det centrale Bhutan findes den sammen med bl.a. Acanthopanax cissifolius, bjergskovranke, blå ene, blå lærkespore, engkabbeleje, fjeldviol, himalayabirk, himalayastorkenæb, kranskonval, Lonicera myrtilloides, Sorbus microphylla og tibetansk perlekurv.